# Tribonium guyanense
Tribonium guyanense är en kackerlacksart som beskrevs av Philippe Grandcolas 1993. Tribonium guyanense ingår i släktet Tribonium och familjen jättekackerlackor.
Artens utbredningsområde är Franska Guyana. Inga underarter finns listade i Catalogue of Life.